# Интерстелла 5555: История секретной звёздной системы
«Интерстелла 5555: История секретной звёздной системы» (яп. インターステラ5555 Инта:сутэра Фо-Файбу, «four five» — четыре пятёрки) — аниме-мюзикл и видеоряд к альбому Discovery хаус-дуэта Daft Punk. Каждый трек был анимирован как отдельный эпизод в истории похищения и спасения межзвёздной поп-группы. Фильм снят режиссёрами Дайсукэ Нисио, Кадзухисой Такэноти, Хиротоси Риссэном и Лэйдзи Мацумото, создателем франшизы Space Pirate Captain Harlock, Space Battleship Yamato и Galaxy Express 999.

## Сюжет
История начинается на чужой планете, населённой гуманоидами c голубой кожей. Группа из четырёх музыкантов — Стеллы (басистки), Арпегия (гитариста), Бэрила (барабанщика) и Октава (клавишника и вокалиста) — выступает с песней «One More Time». Произошло нападение, все присутствующие усыплены газом. Музыкантов похищают и перемещают на борт космического корабля «Aerodynamic».
Сигнал бедствия получен другим кораблём, пилотом которого является Шеп, влюблённый в Стеллу. Капитан решает спасти группу и отправляется в погоню за похитителями. Далее корабль похитителей и корабль Шепа проходят через червоточину и в конце концов оказываются на Земле. Похитители быстро выносят музыкантов, а неизвестный лидер наблюдает за этим. Шеп терпит крушение в густом лесу («Digital Love»).
На большом подземном заводе похищенных музыкантов преображают. Каждый участник группы лишается своей внеземной внешности и подвергается процедуре изменения памяти. Старые воспоминания архивируются и хранятся на дисках. Затем их кожа и волосы окрашиваются, чтобы они стали похожи на обычных людей. Также их снабжают устройствами контроля над разумом, скрытыми за солнцезащитными очками («Harder, Better, Faster, Stronger»).
Похититель — граф де Дарквуд, выдавая себя за менеджера, приводит команду на студию, где заключается контракт на запись дебютной композиции. Группа, которая теперь называется Crescendolls, записывает хит-сингл «One More Time». В мгновение ока квартет становится всемирно популярным («Crescendolls»). Слава имеет свои недостатки, и уставшие участники вынуждены участвовать в большом количестве маркетинговых мероприятий. В это время Шеп ходит по улицам, выясняя, что случилось с теми, кого он ищет («Nightvision»).
Позже группа выступает на большом концерте вместе с графом де Дарквудом в качестве дирижёра оркестра. Шеп проникает на концерт, и ему удаётся разрушить манипуляторы, встроенные в очки Арпегия, Бэрила и Октава, освобождая их. Стелла же остаётся под контролем. Беглецы угоняют фургон и пытаются скрыться, но телохранители Дарквуда догоняют фургон и смертельно ранят Шепа («Superheroes»).
Оставаясь под контролем, Стелла посещает показ мод. Граф случайно роняет карту с надписью «Darkwood Manor 05/05 5:55», а Стелла её поднимает и оставляет у себя. Позже они отправляются на церемонию вручения премии «Gold Record Award», на которую была номинирована группа Crescendolls. Во время награждения Бэрил, скрывавшийся в аудитории, освобождает Стеллу от действия контролирующих очков и забирает её в такси, которое ведёт Октав («High Life»).
Воссоединившаяся группа собирается вокруг раненого Шепа. Тот, протягивая им руку, с помощью телепатии признаётся Стелле в своих чувствах и, кроме того, раскрывает четвёрке их истинные личности, после чего умирает («Something About Us»). На следующее утро квартет уезжает из города и хоронит Шепа у корней большого дерева на вершине скалы. Ночью они отдают почести призраку капитана, вышедшему из земли и улетевшему к звёздам. Двигаясь по дороге, музыканты останавливаются перед дорожным знаком с надписью «Поместье Дарквуда» — местом, адрес которого указан на карте, потерянной графом. Четвёрка решает посетить строение («Voyager»).
Crescendolls подъезжают к большому замку и, обследовав его, случайно находят книгу под названием «Veridis Quo», где подробно описано происхождение графа де Дарквуда и его планы. Согласно ей, все музыканты, связанные с графом на Земле, на самом деле являются инопланетянами. Целью Дарквуда было собрать с помощью захваченных групп 5555 золотых дисков, чтобы у него появилась огромная мистическая сила, позволяющая ему управлять Вселенной; диск, который записали Crescendolls, был последним. Музыкантов окружают охранники и сопровождают их в зал к подземной пропасти. Граф хватает Стеллу и толкает в массивное устройство, в котором установлены золотые диски, намереваясь использовать её в качестве жертвы для завершения ритуала. Оставшиеся музыканты освобождаются от охранников. Арпегий нападает на графа, прежде чем тот успевает исполнить задуманное, и последний золотой диск выпадает из рук Дарквуда. Граф пытается его поймать, но в итоге проваливается вместе с ним в бездну. Арпегий извлекает Стеллу из устройства, Октав забирает книгу, и группа убегает из самоуничтожающегося замка («Veridis Quo»).
Выбравшись из поместья и узнав о технологии, которую граф де Дарквуд использовал для их преображения, группа отправляется обратно в звукозаписывающую компанию. Октав находит диски с настоящей памятью, изображённые на странице из книги. Он вырывает эту страницу из книги и кладёт её в карман пиджака. Когда они приезжают к зданию компании, Октав украдкой проникает туда и находит коробку с плёнкой первой записи «One More Time», под которой в секретном отделении хранились диски с архивами памяти музыкантов группы. Октав попытался выйти из здания с дисками, но его ловят охранники и лишают сознания, используя электрошокер. Из-за поражения электрическим током кожа Октава вновь становится голубой. Очевидцы находят страницу из книги и узнают, что представляют собой диски («Short Circuit»).
Бригады рабочих откапывают корабль Шепа. Полиция проводит расследование преступлений звукозаписывающей компании и обыскивает поместье Дарквуда. Правительство оказывает помощь группе Crescendolls по отправке домой и находит других пострадавших. Октав просыпается и встречает своих товарищей по группе, которым были возвращены нормальный облик и настоящие воспоминания. Затем показано, как группа готовится к отъезду, а земляне прощаются с ней («Face To Face»).
Когда корабль группы направляется в кротовую нору, внезапно появляется призрак графа и атакует, однако ему противостоит душа Шепа и побеждает его. Квартет успешно возвращается на родную планету и продолжает выступления, которые транслируются на Земле. На их родной планете торжественно открыт памятник Шепу. В последней сцене зритель видит, как звёздное скопление оказывается изображением грампластинки Discovery. Владелец пластинки, спящий мальчик, окружён фигурками Crescendolls, Daft Punk и другими игрушками («Too Long»). Во время финальных титров звучит ремикс-версия «Aerodynamic».

## Персонажи
- Группа «The Crescendolls»:

- Стелла (бас-гитара) — возраст (выдуманный): 24; место рождения (выдуманное): Мемфис; любит: моду, шопинг, родео; ненавидит: охоту.
- Арпегий (гитара) — возраст (выдуманный): 27; место рождения (выдуманное): Лондон; любит: гидроциклы, высокую кухню; ненавидит: мажоров.
- Бэрил (ударные) — возраст (выдуманный): 20; место рождения (выдуманное): Мюнхен; любит: бокс, пиво, фильмы ужасов; ненавидит: катание на коньках.
- Октав (клавишные и вокал) — возраст (выдуманный): 32; место рождения (выдуманное): Бруклин; любит: танцы, шахматы, DJ; ненавидит: несправедливость.

- Граф де Дарквуд — главный антагонист фильма, организовавший похищение.
- Шеп — космонавт, пытающийся спасти группу «The Crescendolls». Влюблён в Стеллу.
- Daft Punk — играют сами себя («High Life»).

## Производство и выход
«Интерстелла 5555» не является только лишь аниме, а фактически представляет собой один большой видеоклип. На 2003 год это была весьма своеобразная вещь. Началось с того, что Daft Punk увлеклись работами Лэйдзи Мацумото и попросили его нарисовать кадры для сопровождения альбома Discovery. Особенно на них повлияли сериалы «Грендайзер» («Гольдорак»), «Кэнди-Кэнди» и Space Pirate Captain Harlock («Албатор»), которые они смотрели в детстве. В результате сотрудничество вылилось в самостоятельный проект.  По словам дуэта, он «совмещает научную фантастику с шоу-бизнесом, лимузины с космическими кораблями». В 2003 году Toei Animation объявила, что после трансляции четырёх клипов на музыкальных каналах Европы, Азии и США будет выпущен фильм, который покажут в программе «Двухнедельник режиссёров» во время Каннского кинофестиваля. Оригинальная концепция — без лишних слов, с помощью одной музыки и зрительных образов донести сюжет до зрителя — дала свои плоды. Восприятие получается иным, а отсутствие разговоров делает его более свободным. Производство началось в октябре 2000 и закончилось в апреле 2003 года. Бюджет составил 4 млн долларов.
Первые четыре эпизода транслировались на MTV и Cartoon Network. В 2001 году Cartoon Network выложила их в Интернет как часть своего короткометражного шоу Toonami Reactor. В ленте имеется камео участников Daft Punk: они присутствуют в одной из сцен и упоминаются в другой.
Визуализация стала популярной у российских фанатов, потому что 16, 18 и 19 октября 2003 года показывалась на Первом московском аниме-фестивале, а позже официально издавалась в России на DVD от «Кино без границ» под названием «Интерстелла 5555: 5стория 5екретной 5олнечной 5истемы». Установлено возрастное ограничение — детям до 12 лет просмотр разрешён в сопровождении родителей. Кроме того, первые 4 клипа попали в эфир на «MTV Россия». А это уже привлекло внимание отечественных любителей электронной музыки. В начале 1980-х годов в СССР была популярна группа Space, куда входил Дидье Маруани, исполнявшая космический синтипоп. Одна из композиций их альбома Magic Fly называлась «Вежливое похищение».
Так или иначе, видеоряд испытал на себе влияние предыдущих аниме Мацумото (Стелла выглядит как Эмеральдас без шрамов), кино «Космическая одиссея 2001 года», мультфильма «Жёлтая подводная лодка», ретрофутуризма и космической оперы, например, персонажей Флэш Гордон и Бак Роджерс, серии романов Эдмонда Гамильтона «Звёздный волк» и «Автостопом по галактике» Дугласа Адамса.
Мировые кассовые сборы оказались низкими — всего 46 408 долларов. В России было собрано 11 313 долларов (336 562 рублей).
Фильм был выпущен на DVD в формате 1,33:1 (4:3) и с пятиканальным звуком Dolby Digital и DTS. В Японии Toshiba EMI продавала коллекционное издание Bearbrick Edition: DVD плюс CD, а также игрушки. В 2011 году появился Blu-ray, но это было лишь увеличение до 1080i. Британский совет по классификации фильмов присвоил рейтинг PG, Австралийская аттестационная комиссия — G (общий показ), Нидерландский институт классификации аудиовизуальной медиапродукции — AL (для всех), FSK в Германии рекомендовала просмотр от 6 лет.

## Критика
На Rotten Tomatoes рейтинг составляет 80 % с учётом 10 критических обзоров. 40 место в списке 100 лучших аниме фильмов согласно журналу Paste. Screen Rant дал 6 позицию в топ-8 лучших анимационных мюзиклов согласно IMDb. Крис Беверидж на сайте Mania включил Interstella 5555: The 5tory of the 5ecret 5tar 5ystem в список 10 отличных аниме, созданных не Миядзаки. Борис Иванов из редакции сайта Hi-Fi.ru поместил «Интерстелла 5555: История секретной звёздной системы» на 68 позицию среди 100 лучших аниме за всю историю кино. Pitchfork сравнил фильм с The Wall группы Pink Floyd, поскольку музыка для Discovery и сюжетная линия Interstella 5555 были задуманы одновременно.
Джонатан Клементс и Хелен Маккарти в своей энциклопедии указывают, что при помощи Мацумото, сначала чтобы выпустить промо-видео для их альбома, Daft Punk позже сделали музыкальный фильм без диалогов и «дали аниме первую чистую рок-оперу». По их мнению, это вписывается во франко-японское сотрудничество, существовавшее ранее, при создании Ulysses 31.
Ник Доусон из журнала Empire выставил только 2 из 5 звёзд и отметил следующее: французский танцевальный дуэт задумал создать мультфильм на основе альбома, чтобы донести своё видение до экрана. Хотя шутки в поп-мире вызовут улыбку, фильм не может привлечь широкую аудиторию, потому что сюжет и графический стиль напоминают второсортный детский сериал 1970-х годов в стиле Battle of the Planets. Поскольку Discovery идёт хронологически, события без диалогов не имеют никакого отношения к музыке, которая якобы вдохновляла их. «Хорошо, если нравится группа — зрителей угостят мультиками, играющими поверх альбома. Для всех остальных это просто глупо».
Питер Брэдшоу в The Guardian написал, что научно-фантастическое приключение о четырёх музыкантах из другой галактики, похищенных злым менеджером, можно спроецировать на сцену в клубе, но заставить себя сидеть и смотреть в кинотеатре — странно. Это напоминает детские мультики по субботам, такие как «Джози и кошечки», или даже ненавистный фильм «S-Club. Охота на клонов». Критик задался вопросом, могли Daft Punk подумать о чём-то более необычном?
Зак Бертши в рецензии Anime News Network высказался более положительно, назвав Interstella 5555 поистине новаторским проектом и первым в мире хаус-мюзиклом, содержание которого полностью соответствует альбому Discovery. На его взгляд, для поклонников Daft Punk или Лэйдзи Мацумото это «Святой Грааль»; «проще говоря, одна из самых крутых вещей, когда-либо созданных». Музыка, действие, история и персонажи объединяются, чтобы создать совершенно уникальный аудиовизуальный опыт, не похожий ни на что другое. Естественно, не стоит ожидать глубокую сюжетную линию от фильма, в котором нет диалогов. С точки зрения удовольствий, лучше просто сидеть сложа руки и наслаждаться. По сути, каждый на планете может стать героем; зрители болеют за Шепа, потому что легко видят себя в его образе. Такого сопереживания не найти в видео Blink-182. Этот фильм лежит где-то за пределами определения «аниме»; подобно произведениям Миядзаки, он выходит за рамки клише, но во многом обязан своему успеху тому, что было до него.
Джейми Рассел из BBC высоко оценивает на 4 из 5 звёзд. Interstella 5555 — эпическая история дружбы, музыки и межзвёздных путешествий, объединенная в техно-космическую оперу, идеально подходящую для танцполов. Взяв за визуальную основу классические аниме 1970-х, вроде Space Battleship Yamato, фильм напоминает ностальгический возврат к эпохе психоделических красок и бликов. К молодости, когда такие мультсериалы, как Battle of the Planets, были обычным явлением на телевидении, а Electric Light Orchestra выпустили альбом Out of the Blue в научно-фантастическом стиле. Объединяя музыку с визуальными эффектами, «Интерстелла 5555» в конечном итоге отражает влияние фильма 1970-х годов: от диско «Too Long» до гитарного фанка в «Aerodynamic» и роботизированных голосов «Harder, Better, Faster, Stronger».
Согласно сайту THEM Anime, большинство поклонников вселенной Лэйдзи признали его особый стиль. У них не было проблем с тем, чтобы влиться в мюзикл. В любом случае, это должно удовлетворить почти всех. Можно обвинить сюжет в том, что он очень простой, но учитывая художественный стиль Мацумото, а также музыку Daft Punk, переносившие в 1980-е годы, такое вполне годится. Фактически, они даже сумели сделать несколько неожиданных поворотов и закончили на очень позитивной ноте, наверняка вызвавшей улыбку на лице. Можно убрать одну звезду из пяти, если не пришёлся по душе ретро этого фильма; снять две или три звезды, если не нравится Daft Punk и их альбом Discovery.
Михаил Брашинский в обзоре afisha.ru посчитал, что научно-фантастический аниме-мюзикл звучит заманчиво. Четыре музыканта из другой галактики превращены в новую поп-сенсацию, почему-то обходя Билли Джоэла и самих Daft Punk. Выбранный стиль — «кислотная графическая попса» конца 1970-х — начала 1980-х годов со статичными картинками кажется залогом безусловного успеха. Однако не стоит ожидать слишком многого. Мюзикл без слов идёт долго и не поражает воображение именно там, где должен: сюжет, который по законам аниме мог быть сколько угодно безумным, просто не придуман сценаристами, анимация ведёт себя примерно так же, как мыльный пузырь. Лучше смотреть это не в кинозале, а на дискотеке, где можно и потанцевать, и совершенно не обязательно внимать происходящему на экране.
Александр Спасов на сайте Newslab подчеркнул: «Интерстелла» — чрезвычайно яркий и впечатляющий мультфильм. И для того чтобы получить удовольствие от просмотра, не обязательно быть поклонником аниме или техно. По большому счету, это семидесятиминутный видеоклип, идеальное сочетание завораживающего видеоряда и обволакивающей музыки «Дафт Панк». Герои прорисованы и чётко поделены на добрых и злых. Сюжет прост настолько, что всё ясно и понятно. Немудрёная романтическая история с элементами мистики и космической фантастики. Но главное, что делает происходящее на экране понятным без слов — это работа Лэйдзи Мацумото и Кадзухисы Такэноти. Кроме того, фильм отличается от своих собратьев по жанру отсутствием чрезмерно кровавых и порнографических сцен, что в данном случае очень радует. Музыка создаёт особый эмоциональный фон, открывает простор для фантазии. Безусловно, лучшая композиция этого «мюзикла» — «One more time» — удовольствие в чистом виде. Недостатки на общем фоне теряются и не имеют существенного значения. В итоге, «Интерстелла 5555: история секретной солнечной системы» — немного грустная сказка для тех, кто не разучился мечтать и радоваться исполнению, не только своих, но и чужих грёз. Как сказали Тома и Ги-Мануэль: «Мы рады поделиться с вами одной мечтой детства, которая стала реальностью».
С первой минуты происходящее на экране можно определить как «гламур»: концертные площадки, дискотеки, студии, церемония награждения, дефиле; герои нарядные и стильные, что «вызывает зависть» у авторов Paradise Kiss. Фильм красочно оформлен, цвета роскошны, пейзажи подобны космической радуге, и с появлением титров «хочется вернуться и ещё раз погрузиться в эйфорию». В анимации, сделанной в Японии, видны изысканность и тонкий вкус, характерные для Мацумото. Однако, фильм считается японским только наполовину — французы тоже претендуют на него, потому что именно они превратили «Интерстеллу» в мюзикл — несвойственный аниме жанр. Обычно это предполагает арии, в которых герои могут высказаться или объяснить, что происходит. Но здесь музыку не создавали специально. Все события разворачиваются под ранее записанные композиции Daft Punk. Поэтому зрители не услышат даже песен: только семплы. Как положено в мюзикле, сюжет касается мира шоу-бизнеса. Получился немного наивный, но ловкий фантастический детектив. Есть и предсказуемые моменты: можно заметить кадры, напоминающие Cowboy Bebop и «Гандахар: Световые годы». Кроме того, под предлогом флешбэков демонстрируется нарезка из уже показанных сцен, как будто вышел сериал, где без филлеров не обойтись. Странно, что режиссёр решил поместить композиции Daft Punk без изменений, строго в том порядке, в каком они поставлены в альбоме Discovery. В результате история расходится с музыкой, особенно в драматичных эпизодах, когда на похоронах звучит бодрая танцевальная мелодия. Но не стоит клеймить аниме ярлыком «цветомузыка на дискотеке». «Интерстелла» — не мюзикл, как бы ни убеждала реклама, а один из лучших представителей музыкального клипа, не уступающий On Your Mark и X. Непрерывность звучания делает фильм цельным и неразрывным произведением, «которое смотрится на одном дыхании».